# جون جوزيف وليامز
جون جوزيف وليامز (بالإنجليزية: John Joseph Williams)‏ هو كاهن كاثوليكي أمريكي، ولد في 27 أبريل 1822 في بوسطن في الولايات المتحدة، وتوفي بنفس المكان في 30 أغسطس 1907.